# Trójmorski Wierch

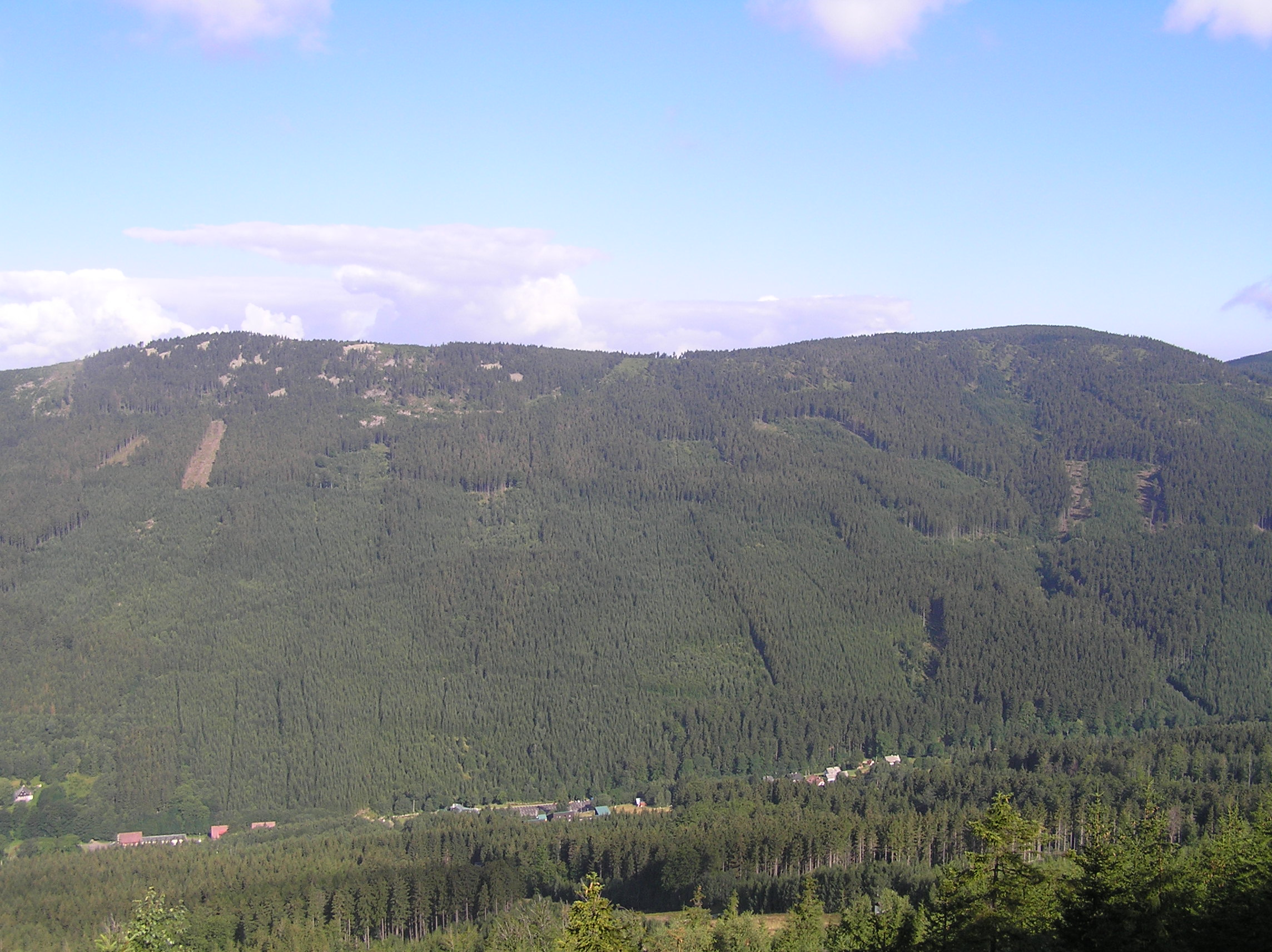
Trójmorski Wierch po lewej i Puchacz po prawej – widok od strony wschodniej

Trójmorski Wierch (pol. do 1946 roku Klepacz, czes. Klepáč, niem. Klappersteine) – szczyt w Masywie Śnieżnika w Sudetach Wschodnich o wysokości 1145 m n.p.m.

## Położenie i opis
Trójmorski Wierch leży między Puchaczem a Jasieniem w granicznym grzbiecie, oddzielającym Polskę od Czech. Zbudowany jest z gnejsów śnieżnickich, należących do metamorfiku Lądka i Śnieżnika, a porośnięty niemal w całości lasem świerkowym i występującymi sporadycznie zaroślami kosodrzewiny, którą sprowadzono z Karkonoszy.
Znajdujące się na wierzchołku gnejsowe głazy wydają pod wpływem wiatru lub stąpania charakterystyczne „kłapiące” odgłosy – od nich pochodzą czeska, niemiecka oraz dawne polskie („Klepacz”, „Kłapiące Głazy”) nazwy szczytu. Fragment zbocza wschodniego ma czeską nazwę „Kamenné Moře”.
Obecną nazwę wprowadził w 1946 dr Mieczysław Orłowicz. Oddaje ona w pełni charakter szczytu, który jest jednym z sześciu miejsc w Europie i jedynym w Polsce, gdzie zbiegają się zlewiska trzech mórz: na zachodnich zboczach ma swoje źródło Nysa Kłodzka w zlewisku Morza Bałtyckiego, z południowo-wschodniego zbocza spływa Lipkovský potok, dopływ Cichej Orlicy (czes. Tichá Orlice) w zlewisku Morza Północnego, a u stóp wschodniego zbocza znajduje się dolina Morawy w zlewisku Morza Czarnego.

## Wieża widokowa
Wieża widokowa na Trójmorskim Wierchu została wybudowana w 2009 roku, oddana do użytku turystów 8 maja 2010 roku. Budowa drewnianej wieży widokowo-przeciwpożarowej o wysokości 25 m została dofinansowana ze środków Unii Europejskiej. Inwestorem była gmina Międzylesie. 

Przez kilka lat wieża była nieudostępniona do zwiedzania, groziła zawaleniem. W 2022 r. gmina wyremontowała wieżę i udostępniła. 